# Powiat cieszanowski
Powiat cieszanowski – powiat województwa lwowskiego II Rzeczypospolitej. Jego siedzibą było miasto Cieszanów. 1 stycznia 1923 przeniesiono siedzibę urzędu starostwa powiatu cieszanowskiego z Cieszanowa do Lubaczowa a nazwę powiatu zmieniono na  powiat lubaczowski.

## Gminy
Według stanu z 30 września 1921 roku powiat cieszanowski składał się z 2 miast, 64 gmin (w tym 4 miasteczek) i 48 obszarów dworskich:
Basznia Dolna, Basznia Górna, Bihale, Borchów, Borowa Góra, Brusno Nowe, Brusno Stare, Burgau, Cewków, Chlewiska, Chotylub, Dachnów, Dąbrowa, Deutschbach, Dzików Nowy, Dzików Stary, Felsendorf, Freifeld, Futory, Gorajec, Horyniec, Huta Różaniecka, Huta Stara, Kadłubiska, Krowica Hołodowska, Krowica Lasowa, Krowica Sama, Krzywe, Lipowiec, Lipsko (miasteczko), Lisie Jamy, Lubliniec Nowy, Lubliniec Stary, Łówcza, Łukawica, Łukawiec, Miłków, Młodów, Moszczanica, Narol (miasteczko), Narol Wieś, Niemstów, Nowe Sioło, Oleszyce (miasteczko), Oleszyce Stare, Opaka, Ostrowiec, Płazów (miasteczko), Podemszczyzna, Reichau, Ruda Różaniecka, Rudka, Sieniawka, Stare Sioło, Sucha Wola, Szczutków, Ułazów, Wola Wielka, Wólka  Horyniecka, Wólka Zapałowska, Załuże, Zapałów i Żuków

## Miasta
- Cieszanów
- Lubaczów